# Eugène Tisserant

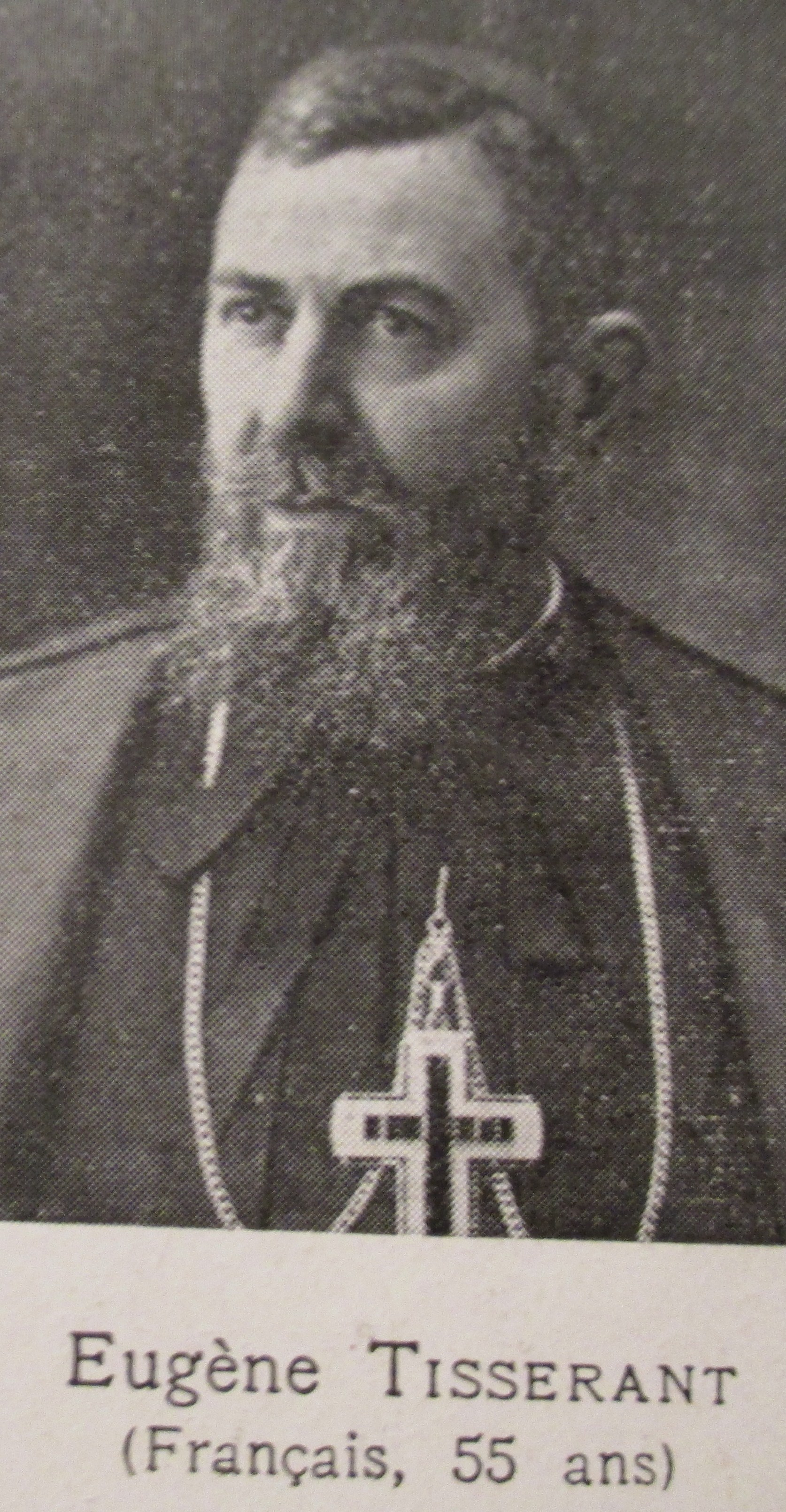
Eugène Kardinal Tisserant (1939)

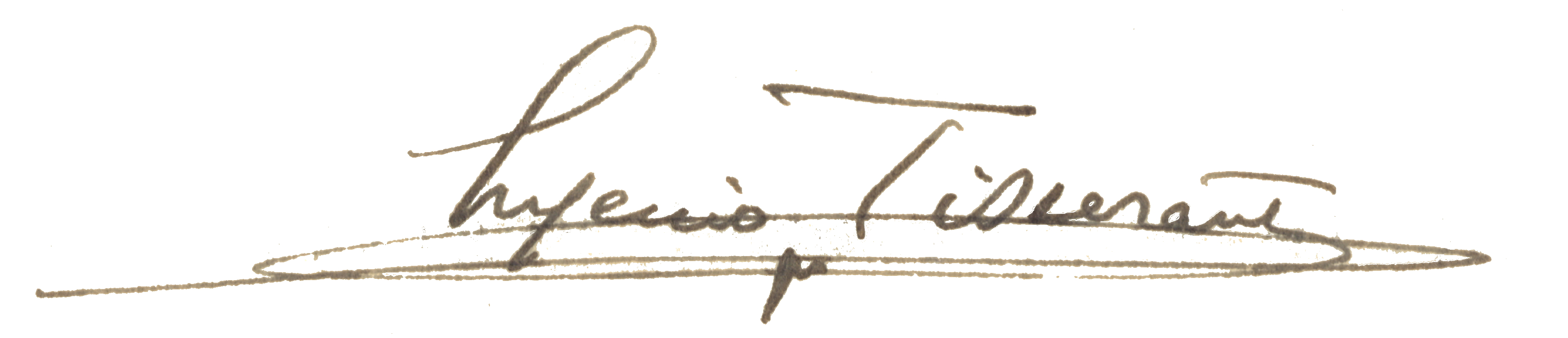
Signatur

Tisserants Wappen als Kardinal-Großmeister des Ritterordens vom Heiligen Grab zu Jerusalem

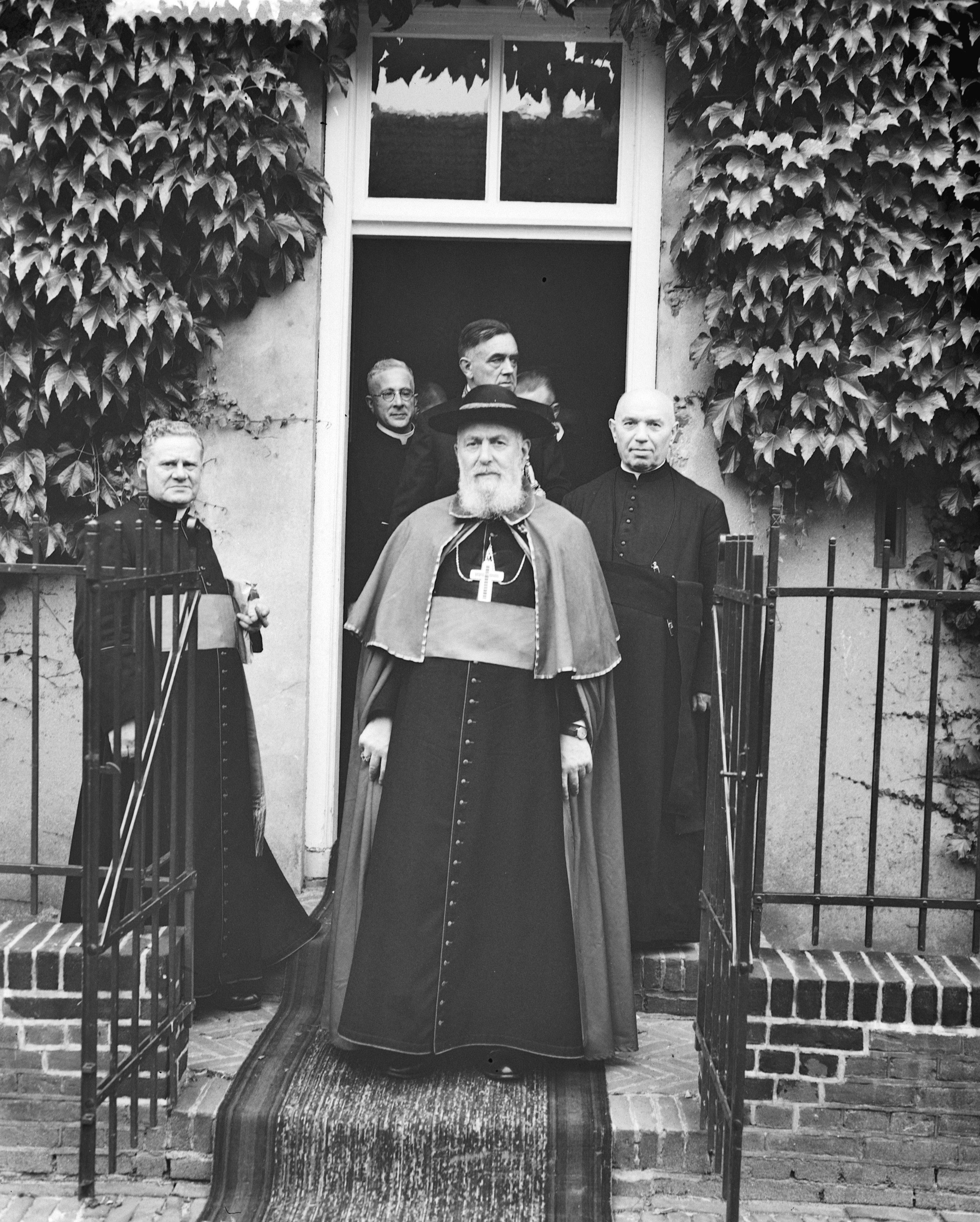
Kardinaldekan Tisserant (m.) 1952 zu Besuch in Grave, Niederlande

Eugène Gabriel Gervais Laurent Kardinal Tisserant (* 24. März 1884 in Nancy; † 21. Februar 1972 in Albano Laziale) war ein französischer Priester, Orientalist und Kardinaldekan der katholischen Kirche. Er war Kardinal-Großmeister des Ritterordens vom Heiligen Grab zu Jerusalem.

## Leben
Eugène Tisserant war der Sohn von Hippolyte und Octavée (geb. Connard) Tisserant. Er studierte von 1900 bis 1904 Theologie, Heilige Schrift, Hebräisch, Syrisch, Altes Testament und Orientalische Patrologie am Priesterseminar in Nancy. Anschließend studierte er in Jerusalem bei dem Dominikanerpater Marie-Joseph Lagrange, Gründer der École biblique, und kehrte 1905 zum Militärdienst nach Frankreich zurück. Am 4. August 1907 empfing er durch Charles-François Turinaz, Bischof von Nancy, die Priesterweihe.
Tisserant war zunächst Professor am päpstlichen römischen Athenäum S. Apollinare (heute Päpstliche Universität Santa Croce). 1908 wurde er Skriptor für die orientalischen Handschriften an der Vatikanischen Bibliothek und Professor für Assyrisch an der päpstlichen Lateranuniversität in Rom. Zu Beginn des Ersten Weltkriegs wurde er im September 1914 vor Nancy verwundet, danach bei der Afrikaabteilung des Generalstabs am Kriegsministerium eingesetzt und 1917 auf eigenen Antrag als Dolmetscher zu den französischen Truppen in Palästina abgeordnet. Mit dem Croix de guerre ausgezeichnet, verließ er die Armee als Leutnant. Im Frühjahr 1919 übernahm er nach seiner Rückkehr nach Rom wieder seine Stelle in der Bibliothek, die er erst bei seiner Ernennung zum Kardinal verließ.
Papst Pius XI. erhob ihn am 15. Juni 1936 zum Kardinal. Da Tisserant zum Zeitpunkt der Erhebung nicht Bischof war, wurde er in die Kardinalsklasse der Kardinaldiakone eingegliedert und erhielt drei Tage später die Titeldiakonie Santi Vito, Modesto e Crescenzia.
Am Tag darauf, am 19. Juni, wurde er Sekretär der Kongregation für die orientalischen Kirchen. Ein Jahr später, am 25. Juni 1937, wurde er zum Titularerzbischof von Iconium ernannt. Die Bischofsweihe empfing er einen Monat später, am 25. Juli durch den damaligen Kardinalstaatssekretär und späteren Papst Pius XII., Eugenio Pacelli. Mitkonsekratoren waren der Titularerzbischof von Nicomedia, Giuseppe Migone sowie der Erzbischof von Straßburg, Charles Joseph Eugène Ruch. Nach seiner Weihe stieg Tisserant am 13. Dezember 1937 in die Klasse der Kardinalpriester auf, behielt aber seine alte Titeldiakonie als Titelkirche pro hac vice.
Zwei Jahre später, am 11. Dezember 1939 erhielt er die Titelkirche Santa Maria sopra Minerva und wurde schließlich am 18. Februar 1946 Kardinalbischof des suburbikarischen Bistums Porto und Santa Rufina.
Am 13. Januar 1951 wählten ihn die Kardinalbischöfe der sechs suburbikarischen Bistümer zum Kardinaldekan und der Papst ernannte ihn der Tradition gemäß zusätzlich zum Kardinalbischof von Ostia. Im gleichen Jahr wurde er am 10. März Kardinalpräfekt der Congregatio Caeremoniarum.
Er nahm 1939, 1958 sowie 1963 am Konklave teil. Die Papstwahlen 1958 und 1963 leitete er in seiner Funktion als Kardinaldekan. 1970 wandte er sich gegen den Beschluss Pauls VI., alle über 80-jährigen Kardinäle aus dem Konklave auszuschließen und zweifelte den Gesundheitszustand des Papstes an. Er war zu dieser Zeit bereits 86 Jahre alt und somit selbst von der Regelung betroffen.
1957 erhielt Tisserant ein neues Aufgabengebiet, als ihn Pius XII. am 14. September zum Archivar des vatikanischen Geheimarchivs und Bibliothekar der Vatikanischen Bibliothek machte. Tisserant war seit 1938 Mitglied der Académie des Inscriptions et Belles-Lettres, 1961 wurde er in die Académie française aufgenommen (Sitz 37, 1961–1972) und seit 1958 war er ausländisches Mitglied der Accademia dei Lincei. Die Académie royale des Sciences, des Lettres et des Beaux-Arts de Belgique nahm ihn 1953 als assoziiertes Mitglied auf. 1962 wurde er in die American Academy of Arts and Sciences gewählt.
Von 1960 bis 1972 war Eugène Tisserant Kardinal-Großmeister des Ritterordens vom Heiligen Grab zu Jerusalem.
Am 27. März 1971 trat Tisserant von allen Ämtern in der Kurie zurück. Knapp ein Jahr später verstarb er im Alter von 87 Jahren. Bei seinem Tod war er der letzte noch von Papst Pius XI. ernannte Kardinal und der letzte, der noch am Konklave 1939 teilgenommen hatte.
Am 22. Oktober 2021 wurde Eugène Tisserant postum als „Gerechter unter den Völkern“ geehrt. Die Jerusalemer Holocaustgedenkstätte Yad Vashem ehrte ihn zusammen mit François de Vial und André Bouquin für die Rettung von Juden während der NS-Zeit.
Berichten zufolge beherrschte er dreizehn Sprachen fließend: Amharisch, Arabisch, Akkadisch, Englisch, Französisch (Muttersprache), Deutsch, Griechisch, Hebräisch, Italienisch, Latein, Persisch, Russisch und Syrisch.

## Orden und Ehrungen
- 1919: Croix de guerre (1914–1918) (Republique Francaise)
- Kardinal-Großmeister (1960–1972) und Ritter des Ritterordens vom Heiligen Grab zu Jerusalem
- 1951: Großkreuz des Ordens de Isabel la Católica
- 1957: Großkreuz der Ehrenlegion
- 1958: Großkreuz des Verdienstordens der Bundesrepublik Deutschland
- 1961: Großkreuz des Verdienstordens der Italienischen Republik
- 1958: Ehrendoktor der Universität Wien
- 2021: Gerechter unter den Völkern[4]